# Licab
Licab là một đô thị hạng 5 ở tỉnh Nueva Ecija, Philippines. Theo điều tra dân số năm 2007, đô thị này có dân số 23.675 người trong 4.331 hộ.

## Barangay
Licab được chia thành 11 barangay.
- Aquino
- Linao
- Poblacion Norte
- Poblacion Sur
- San Casimiro
- San Cristobal
- San Jose
- San Juan
- Santa Maria
- Tabing Ilog
- Villarosa